# Acoustic Music Records
Acoustic Music Records is een Duits platenlabel, dat gespecialiseerd is in het uitbrengen van akoestische muziek in verschillende genres: jazz, blues, roots, traditionele muziek en klassieke muziek, en van singer-songwriters. Het werd opgericht door de gitarist Peter Finger en is gevestigd in Osnabrück.
Finger richtte eind jaren tachtig een muziekuitgeverij op, kort daarop gevolgd door het platenlabel. Sindsdien heeft Finger nog allerlei andere activiteiten ontwikkeld, zoals het blad Akustik Gitarre, de International Guitar Night en het Open Strings Festival, alsook online-concerten.
Op het label is muziek uitgekomen van onder meer Matt Epp, Francesco Buzzurro, Sandor Szabó met Dean Magraw, Finn Olafsson, Jacques Stotzem, Ian Melrose, Peter Finger, Franco Morone, Duck Baker, Peppino D'Agostino, Stefan Grossman met John Renbourn, Tim Sparks, Bert Jansch, Woody Mann, Falk Zenker, Eric Lugosch, Michael Langer, Michael Manring, Martin Moro, Emiel van Dijk, Gert de Meijer, Vicki Genfan, Brad Richter, Dave Goodman met Steve Baker, Rory Block (met Grossman), Tom Shaka, Rudy Rotta, Al Jones, Jim Kahr, Ernest Lane, Beppe Gambetta, Helmut Kagerer, Frank Haunschild, Larry Coryell, Attila Zoller, Uwe Kropinski, David Becker Tribune, Herb Ellis, Peter Autschbach, Florian Poser, Klaus Graf, Klaus Ignatzek, Volker Schlott, Ralf Schmid, Joscho Stephan, Tony Cox, Paul Millns, Norbert Gottschalk, Stephen Fearing, David Tanenbaum, Hajo Hoffmann en Ralf Gauck.